# Barankovics István
Barankovics István (Polgár, 1906. december 13. – New York, 1974. március 13.) magyar hírlapíró, a Demokrata Néppárt elnöke 1945-től annak 1949. évi önfeloszlatásáig.
Nevéhez fűződik a konzervatív-legitimista kereszténydemokráciával szembeni republikánus-keresztényszocialista irányvonal kialakítása, valamint olyan lapok szerkesztése mint az Az Ország Útja, a Kis Újság, a Magyar Nemzet, s a Hazánk. A második világháborút követő 1947-es országgyűlési választást követően pártja a legerősebb ellenzéki erőt képviselte a magyar törvényhozásban. A Rákosi-rendszer kiépülésével emigrációba kényszerült, mely alatt 1950-től a Magyar Nemzeti Bizottmány végrehajtó bizottsági tagja, majd 1951-től vallás- és közoktatásügyi bizottságának vezetője volt; 1958-tól haláláig a Közép-európai Kereszténydemokrata Unió (CDUCE) elnöki tisztségét töltötte be.

## Fiatalkora
A Barankovics házaspár mindkét tagja pedagógusként dolgozott, az édesapa a községbeli katolikus elemi iskola kántortanítója volt. Elsőszülött fiuk, István az egri ciszterci Szent Bernát Gimnázium (1948-as államosítása után hosszabb ideig a Gárdonyi Géza Tanítóképző, 1959-től Gárdonyi Géza Gimnázium, 1997. július 1-jétől a Gárdonyi Géza Ciszterci Gimnázium) tanulójaként 1929-ben érettségizett, majd ösztöndíjasként a Királyi Magyar Pázmány Péter Tudományegyetem (1950-től Eötvös Loránd Tudományegyetem) jogi karán folytatta tanulmányait. Hallgatói évei alatt, a budai Szent Imre Kollégiumban ismerkedett meg a szociális reformokat támogató katolikus diákok táborával, míg végül 1928-ban a negyven tagegyesületet tömörítő Országos Magyar Katolikus Főiskolai Diákszövetségnek főtitkárává választották; itt kezdett el először publikálni, a diákszövetség Vox Academica című lapjában. Ezt követően hagyta abba tanulmányait, hogy újságírásból és házi tanítóskodásból megélvén közéleti szereplővé lépjen elő, melyet Huszár Károly, a Katolikus Néppárt korábbi képviselője, volt miniszterelnök egyengetett.

## A DNP előtti évek
Barankovics belépett az Asztalos Miklós és Szász Béla által 1925. április 2-án alapított Bartha Miklós Társaságba, mely tagjai között tudhatta József Attilát s Kodolányi János népi írót is. A társaság vitaestjein már fel-felmerültek a szociális problémák s a földreform kérdése, mely végül az ebből kiváló Wesselényi Reform Klub (1929. november 7.) központi kérdése lett, ahol Barankovics vezetőségi taggá vált. Ugyanebben az évben Barankovics aláírta azt a feliratot, melyet a klub Serédi Jusztinián hercegprímáshoz intézett a témában, hogy kezdeményezze az egyházi birtokok felosztását a földmunkások, a törpebirtokosok s a bérlő szövetkezetek között. A hercegprímáshoz végül a Felsőházban felajánlást tett, miszerint a katolikus egyház 850 ezer holdnyi birtokának jelentős részét szétosztja, amennyiben az egyéb, világi nagybirtokosok is hasonló lépést tesznek.
Az utóbbi társadalmi osztály miatt azonban a felajánlást sosem követték tettek, a klub működését pedig 1931. május 8-án az Országos Magyar Gazdasági Egylet elnöke a feliratra reagálva, azt izgatásnak minősítve, betiltotta.

### Újságírói munkája
Barankovics keresztény érzülete s szociális érzékenysége miatt szövetségesére talált Dessewffy Gyula személyében, aki az 1939-ben alapított, államtudománnyal s nemzetpolitikával foglalkozó, havonta megjelenő folyóiratának, Az Ország Útjának társszerkesztőjének kérte fel. Dessewffy ugyanebben az évben megvásárolta a Kis Újságot, ahol Barankovics segédszerkesztői feladatot, valamint politikai rovatot kapott.
Barankovics kidolgozott publicisztikai stílusa több forrásból táplálkozott; Pázmány Péter bíboros barokkos, a magyar irodalmi nyelvet megteremtő prózája, kortársa, Prohászka Ottokár székesfehérvári püspök finom, lírai hangja, s a népi írók – kiváltképp Illyés Gyula, Németh László, s Féja Géza – mind hatást gyakoroltak rá.
Az Ország Útja a második világháború kezdete után négy évvel, 1943-ban megszűnt, valamint Pethő Sándor, a Magyar Nemzet korábbi főszerkesztője halálos kimenetelű autóbalesetet szenvedett, így Barankovics István vállalta el a lap főszerkesztőségét. A nácizmus, illetve az Übermensch-elmélet ellen szóló cikkei miatt a Margarethe hadműveletet követő német megszálló erők és a Gestapo nyomására a lapot betiltották. A letartóztatás ellen Budára, a ferencesek rendházába menekült, ahol szerzetesi csuhában vészelte át a hatóságok kutatóhadjáratát s a város ostromát.

## Demokrata Néppárt
1944. október 13-án tartotta alapuló ülését a Keresztény Demokrata Néppárt, miután Kovrig Béla és gróf Pálffy József, a Katolikus Szociális Népmozgalom tagjai megnyerték Serédi Jusztinián hercegprímás, Kerkai Jenő (a Katolikus Agrárifjúsági Legényegyletek Országos Testületének megalapítója és vezetője) és boldog altorjai báró Apor Vilmos győri püspök támogatását, s miután a püspöki kar 1944. március 14-i konferenciáján is rábólintott egy keresztény párt létrehozására. Annak érdekében, hogy elejét vegyék a szélsőbaloldal vádjainak – miszerint a csoportosulás klerikális és reakciós – meghívták intézőbizottságába a baloldali körökben is elismert, de még mindig bujdokló Barankovicsot.
1945 tavaszára Barankovics és Pálffy ellentétes politikai programja két szárnyra osztotta a pártot. A párt intézőbizottsága május 8-ai ülésén Barankovicsot választotta a párt vezetőjének, aki Demokrata Néppárt néven végül bejegyeztette a pártot. A konzervatív-legitimista Pálffy és a republikánus-keresztényszocializmus elveit követő Barankovics ellentétét Mindszenty bíboros próbálta kibékíteni, majd végül Pálffy mellé állt, lévén az antibolsevik hercegprímással szemben Barankovics a francia neokatolikusokhoz hasonlóan nem ítélte el elvből a marxista pártokkal való együttműködést. A pártszakadást követően mind Barankovics, mind Pálffy Demokrata Néppártként nyújtotta be kérelmét az Országos Nemzeti Bizottságnak, ami 1945. szeptember 17-én a szalámitaktikát követve csupán a Barankovics-pártnak engedélyezte az indulást a választásokon.

### Politikai elvei
Tisztes jólét, amit a munka biztosít, szabadság, amely nem ismer elnyomást, és nemzeti függetlenség, amely nem sért senki mást – ez az az ország, amelyet építeni akarunk.
Barankovics három forrást tekintett előképének – Szabó Dezső kolozsvári író, kritikus, publicista nép-nemzeti érzületét, Ady Endre forradalmi radikalizmusát, s Prohászka Ottokár székesfehérvári püspök szociális érzékenységét.
Programja a pápai szociális enciklikára épült, mint a XIII. Leó pápa által 1891-ben kiadott Rerum novarum, vagy a XI. Piusz pápa 1931-es Quadragesimo Annója; ellentétbe helyezi pártját az előző időszak „álkeresztény” pártjaitól.
1947. augusztus 10-én Győrött hirdette ki Barankovics a DNP választási programját, céljaikat, s főbb irányelveiket:
- ún. evangéliumi szocializmus, azaz a magántulajdon eltörlése helyett mindenkinek annyi vagyona legyen, hogy meg tudja teremteni mind a gazdasági, mind a személyi függetlenségét
- Wilhelm Röpke „harmadikutassága”[4]
- elutasít minden politikai szélsőséget[4]
- családi bér, a jövedelmek igazságosan újraelosztása
- a teherviselők képességeivel arányos közteherviselés
- az egyházak iskolafenntartó jogának védelme
- teljes magyar függetlenség
- nyitottság minden nagyhatalom felé (de nem a nyugat és kelet közötti hídként)
- reálpolitika a szovjet magyar viszonyban[9]
- a párturalmi törekvések megszüntetése

## Elhallgatás, emigráció
Ez a törvény elkobozta a szülőknek azt a velük született jogát, hogy gyerekeiket maguk választotta szellemben oktattathassák és neveltethessék.

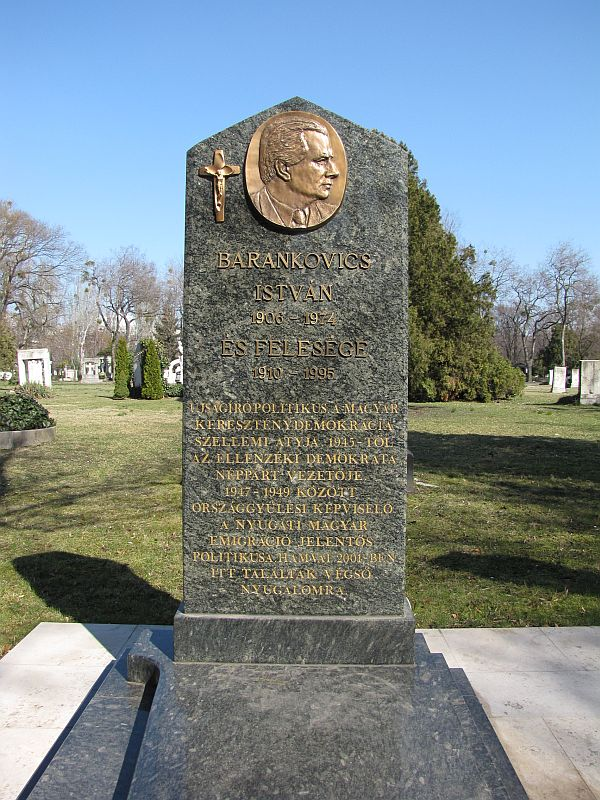
A politikus sírja Budapesten, a Fiumei úti sírkertben (35-1-63). Domonkos Béla alkotása, 2007

Az 1947-es választást követően Barankovics István a kormánytöbbséggel szemben is gyakran felszólalt, mint például 1948. június 16-án az egyházi iskolák bezárása kapcsán. Felszólalása után titkos szavazást kért – mivel abba vetette reményeit, hogy a kormánykoalíció egyébként vallásos tagjai így az államosítás ellen, a Demokrata Néppárt álláspontja mellett fognak szavazni –, azonban ezt megtagadták tőle. 1948. december 14-ei felszólalásában pedig Rákosiék választási ígéreteit vetette össze eddigi valós ténykedésükkel.
Az ezekhez hasonló ellenzéki működés miatt 1949. január 25-én Rákosi azt követelte Barankovicstól, hogy tanúskodjon Mindszenty esztergomi érsek elleni koncepciós per során – politikai ellentétükre alapozván –, cserébe a Demokrata Néppárt tagjainak semmi bántódásuk nem esik. Barankovics ezt a felszólítást visszautasította.
Barankovics: Nagyon is tudom, hogy a hatalomnak ki vagyok szolgáltatva, tudom, hogy csak a lét és a becsület között van választásom, de a becsületet választom. Rákosi: Ön nem e világi ember!
A döntés következményeképpen február 2-án be kellett jelentenie a párt feloszlását, majd feleségével, Jánosi József jezsuita szerzetessel, s Blaskó Máriával amerikai segítséggel elhagyta az országot. Hátramaradt párttársai 1949. február 4-én mondták ki a párt feloszlatását, mellyel hivatalos lapjuk, a Hazánk is megszűnt.
Emigrációja elején Ausztriában élt, mégpedig a salzburgi menekültügyi iroda vezetőjeként. 1950-től a Magyar Nemzeti Bizottmányban végrehajtó bizottsági tagként volt jelen, majd egy évvel később vallás- és közoktatásügyi bizottság vezetőjének nevezték ki. Ugyanebben az évben telepedett le az Amerikai Egyesült Államokban. Élete vége felé elvállalta New Yorkban a Kelet-európai Kereszténydemokrata Unió elnöki posztját, mígnem az 1960-as évekre vissza nem vonult az emigráció politikai életéből. 1974. március 13-án hunyt el New Yorkban.

## Művei
- Programmbeszéd a Demokrata Néppárt 1945. évi szeptember hó 25-iki értekezletén; Athenaeum, Bp., 1945
- Keresztény demokrácia. Mit akar a Demokrata Néppárt? Programbeszédként elhangzott Győrött 1947. aug 10.; szerzői, Bp., 1947
- Die grosse Warnung; NZN, Zürich, 1949
- Barankovics István előterjesztése az emigráció kultúrpolitikai programmja tárgyában a Magyar Nemzeti Bizottmány Végrehajtó Bizottságának ülésén; s.n., New York, 1952
- Barankovics István felszólalása a Magyar Nemzeti Bizottmány Végrehajtó Bizottságában; s.n., s.l., 1956?
- Az u.n. nemzeti képviselet kérdéséről. 1957. november 4.; s.n., New York, 1957
- Egyetemes zsinat és vasfüggöny; Hungarian Quarterly, New York, 1962
- A katolikus hit és egyház helyzete Magyarországon; Hungarian Quarterly, New York, 1963 (angolul is)
- Juhász Vilmos emlékezete; Magyar Bizottság, New York, 1968
- Dr. Barankovics István családi levelei az emigrációból Nagykállóba; Salga Miklós, Nyíregyháza, 2000
- Híven önmagunkhoz. Barankovics István összegyűjtött írásai a kereszténydemokráciáról; szerk. Kovács K. Zoltán, Gyorgyevics Miklós; Barankovics Akadémia Alapítvány, Bp., 2001
- Demokrácia, egyház, szabadság; szerk. Kovács K. Zoltán, Gyorgyevics Miklós; Szt. István Társulat, Bp., 2002
- "Nem fényleni, hanem használni". Barankovics István válogatott írásai az emigrációból; szerk. Petrás Éva; Barankovics István. Alapítvány–Gondolat, Bp., 2020 (75 éves a Kereszténydemokrata Néppárt)